# Трирема

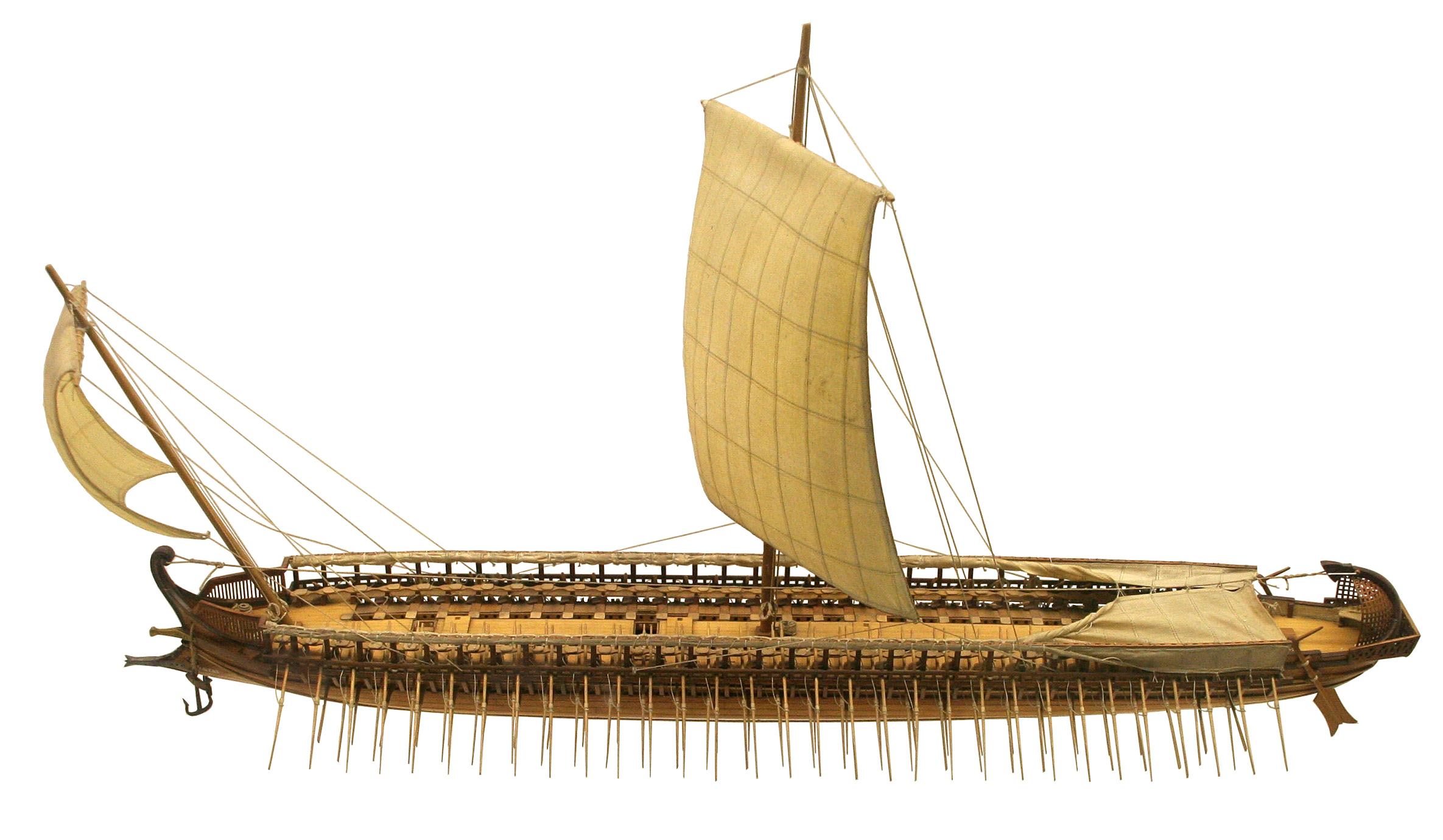
Модель греческой триеры

Трире́ма (лат. triremis, от tres, tria — «три» + remus — «весло»), трие́ра (др.-греч. τρι-ήρης, от τρεῖς, τρία — «три» + ἐρέσσω — «грести») — класс боевых кораблей, которые использовались античными цивилизациями Средиземноморья, в особенности финикийцами, античными греками и древними римлянами.
Триремы (триеры) получили своё название из-за трёх рядов вёсел, которые, предполагается, располагались одно над другим в шахматном порядке; каждым веслом управлял один человек. Ранние триремы являлись результатом эволюции унирем (монер) — античных боевых кораблей с одним рядом вёсел, от 12 до 25 с каждой стороны, и бирем (диер)— боевых кораблей с двумя рядами вёсел. Возможно, что первыми построили трирему финикийцы. Являясь самым быстрым и манёвренным боевым кораблём, трирема доминировала в Средиземноморье с 7-го по 4-й век до н. э., пока не появились более крупные боевые корабли — квадриремы (тетреры) и квинквиремы (пентеры). Триеры играли важную роль в греко-персидских войнах, в становлении морской империи Афин и её падении в результате Пелопоннесской войны.

## Описание

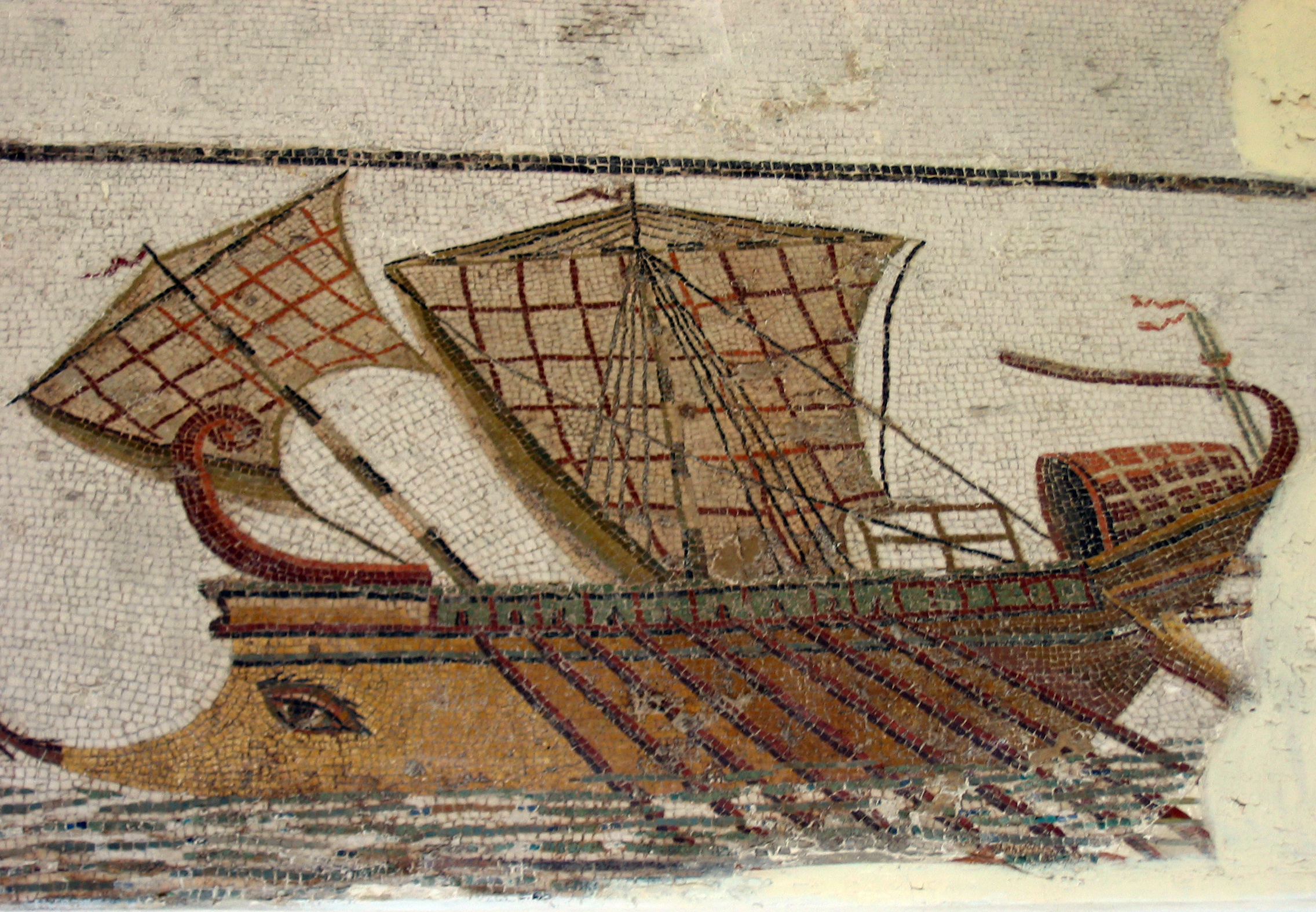
Римская трирема. Мозаика римской виллы. Археологический музей Эль-Джема, Тунис

Триремы имели следующие характеристики:
- Водоизмещение 80—100 тонн[3], длина 30—40 метров, ширина 4—6 метров.
- На уровне воды или над водой на носу триремы находился заострённый брус (таран)[3], который изготавливали из железа или меди. Таран мог быть сделан и из дерева; в этом случае его оковывали железом. Прямой или загнутый кверху таран использовался в качестве наступательного оружия. Иногда ему придавали форму животного или птицы.

Традиционная триера времён греко-персидских войн и Пелопоннесской войны (V в. до н. э.), согласно Геродоту и Фукидиду, имела 37 м в длину и 5,5 м в ширину, несла 170 гребных вёсел и 200 человек экипажа, который часто бывал неполным. Гребцы верхнего ряда назывались траниты, в ряду было по 31 веслу, в среднем и нижнем (гребцы соответственно зигиты и таламиты) было по 27 или 28 вёсел в ряду.
Основными отличиями римской триремы от греческой триеры были парус на форштевне и абордажный ворон. В вооружение корабля входил подъёмный кран, к которому крепился крюк или гиря для разрушения башен и палубы вражеского судна, и башня для стрелков. За счёт отсутствия тяжёлых приспособлений на верхней палубе древнегреческая триера двигалась быстрее, достигая в бою скорости более 12 узлов.

## История

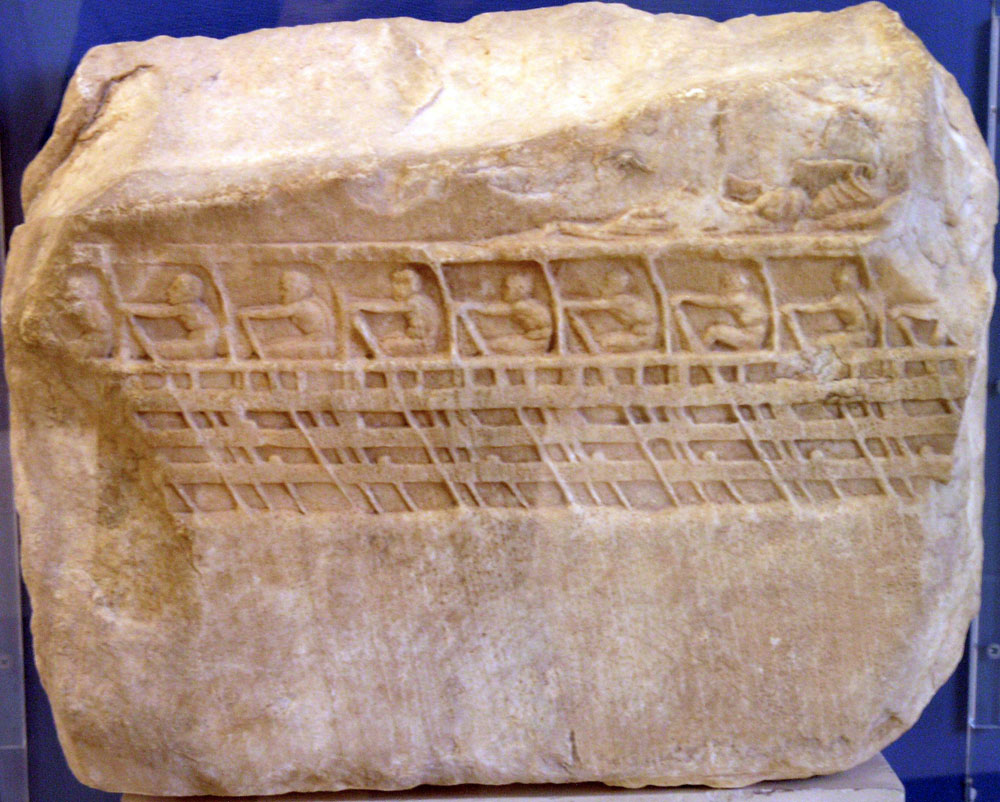
Ленормановский рельеф 410 г. до н. э. Наиболее известное изображение, на котором отчётливо видны три ряда вёсел. Найден в Афинском Акрополе в 1852 г.

Точное происхождение и устройство триеры неясно и до сих пор обсуждается. Кроме того, схема размещения гребцов, распределение гребцов по вёслам, да и сама классификация древних гребных судов, основанная на количестве вёсел, остаются спорными. Найденные изображения кораблей на скульптурных рельефах и фрагментах керамики немногочисленны и в большинстве своём очень схематичны и стилизованы. Литературные источники случайны и хаотичны, и по ним довольно сложно судить о деталях устройства древних судов. Также нужно учесть, что существуют вполне ясные и точные толкования античных текстов, принадлежащие более поздним авторам, которые мало разбирались в технической стороне вопроса и по-своему интерпретировали древних авторов.
Изображения кораблей с двумя рядами вёсел (бирем), с parexeiresia (выносные уключины для вёсел гребцов верхнего ряда) или без них часто встречаются на вазах и фрагментах керамики в VIII веке до н. э.; в конце VIII века до н. э. встречаются первые литературные упоминания о триремах.
У Фукидида упоминается коринфянин Аминокл, который в конце VIII века до н. э. построил четыре триеры для острова Самос:

Говорят, коринфяне первые усвоили морское дело ближе всего к теперешнему его образцу, и первые в Элладе триеры сооружены были в Коринфе. По-видимому, и для самиян коринфский кораблестроитель Аминокл сколотил четыре судна; с того времени, как он прибыл к самиянам, до окончания этой войны прошло по меньшей мере триста лет.— Фукидид, I, 13.
Хотя эти записи Фукидида и были интерпретированы поздними авторами Плинием и Диодором Сицилийским как указание на то, что триеры были изобретены в Коринфе, скорее всего изобретателями боевых кораблей с тремя рядами вёсел являются финикийцы. Фрагменты рельефов VIII века до н. э. из Ниневии, столицы Ассирии, изображающие флотилии Тира и Сидона, идентифицируют как изображения двух- и трёхпалубных боевых кораблей, снабжённых таранами.
Также Геродот описывает строительство триер финикийцами для египетского царя Неко (Нехо II, 610—595 гг. до н. э.):

Итак, Неко не закончил строительства канала и выступил в поход. Он велел построить триеры, как в Северном [т.е. Средиземном] море, так и в Аравийском заливе для Красного моря. Их верфи можно видеть там ещё и поныне. В случае нужды царь всегда пользовался этими кораблями. [С этим флотом] Неко напал на Сирию и одержал победу при Магдоле.— Геродот, II, 159.

## Боевое применение
В бою трирема шла на всех вёслах, достигая скорости 8 узлов, в походе использовался один ряд вёсел, при попутном ветре ставились паруса, передний парус позволял частично использовать и боковой ветер. Скорость в походе большую часть времени достигала 4—5 узлов.
Триеры комплектовались морской пехотой (эпибатами), но главным и важнейшим оружием триеры был таран.
Тактика морского боя была достаточно разнообразной и предполагала не только таранные атаки в корпус и по вёслам противника, но и использование «круглых» (транспортных) кораблей как линии защиты триер (Фукидид).